# Humberston
Humberston är en ort och civil parish  i Storbritannien.   Den ligger i kommunen North East Lincolnshire och riksdelen England, i den sydöstra delen av landet, 220 km norr om huvudstaden London. Humberston ligger 11 meter över havet och antalet invånare är 8 216.
Terrängen runt Humberston är platt. Havet är nära Humberston åt nordost. Runt Humberston är det ganska tätbefolkat, med 75 invånare per kvadratkilometer. Närmaste större samhälle är Cleethorpes, 3,4 km norr om Humberston. Trakten runt Humberston består till största delen av jordbruksmark.